# Pes rus
Un pes rus, de vegades conegut com l'anglicisme kettlebell, és una bola de ferro o metall amb una ansa a la part superior que s'utilitza com a ferramenta en exercicis de musculació. Es mesuren en una unitat tradicional russa, el pood, que correspon aproximadament a 16 quilos. Les kettlebells tradicionals pesen 16, 24 ó 36 quilos, però n'hi han d'altres quantitats.

## Referència
1. ↑  Collins, Paul. Kettlebell Conditioning.  Meyer & Meyer Verlag, 2011, p. 8. ISBN 978-1-84126-316-8.
2. 1 2  Vatel, Smith; Gray, Victoria D. Kettlebells: Strength Training for Power & Grace.  Sterling Publishing Company, Inc., 2005, p. 8. ISBN 978-1-4027-2758-0.